# 威廉·麦克米伦
威廉·麦克米伦（英語：William McMillan，1929年1月29日—2000年6月10日），美国男子射击运动员。他曾代表美国参加1952年、1960年、1964年、1968年、1972年和1976年夏季奥林匹克运动会射击比赛，获得一枚金牌。